# Fox Theatre (Atlanta)
Das Fox Theatre in Atlanta im US-Bundesstaat Georgia ist einer der wenigen noch existierenden großen Filmpaläste der 1920er Jahre. Es steht unter Denkmalschutz und wird für verschiedene kulturelle Zwecke wie Ballett, Gastspiele von Broadway-Truppen etc. genutzt.
Das Theater, gelegen an der Ecke von Peachtree Street und Ponce de Leon Avenue in Midtown Atlanta war eine Schöpfung des Architekten Olivier Vinour von der Firma Marye, Alger and Vinour. Der orientalisierende Bau sollte zunächst als Versammlungsstätte der Shriners dienen, trägt also Züge freimaurerischer Architektur, etwa im Hinblick auf den „ägyptischen Ballsaal“.
Das große Auditorium mit seinen 4678 Sitzen gibt sich als Nachbildung eines offenen arabischen Hofes, inklusive Sternenhimmel und projizierbaren Wolken. Das Trompe-l’œil-Prinzip kommt auch sonst vielfach zur Anwendung. Der ägyptische Ballsaal hat einen Amon-Tempel in Karnak zum Vorbild, die Ladies Lounge im Mezzanin zeigt eine Replik des Thronsessels von Tutenchamun. Das Kino war zu seiner Entstehungszeit eines der größten in den Vereinigten Staaten und als The Fabulous Fox bekannt.

## Geschichte
Der geplante Yaarab Temple der Shriners kostete 2,75 US-Dollar Millionen und konnte nur dank des finanziellen Engagements des Filmproduzenten William Fox fertiggestellt werden. Die Eröffnung fand am 25. Dezember 1929 statt, also zwei Monate nach dem New Yorker Börsenkrach. Nach 125 Wochen musste das Theater seine Insolvenz erklären. Trotz ökonomischer Schwierigkeiten in den 1930er Jahren blieb das Fox erhalten und feierte in den 1940er Jahren eine Art Renaissance als Tanzpalast.
Das Fernsehen und die Flucht der weißen Bewohner aus den Stadtzentren in die Vorstädte gefährdeten das Fox akut. 1974 sollte es abgerissen werden und dem Bürohaus einer Telefongesellschaft weichen. Das zog allerdings erhebliche Proteste nach sich, und am 17. Mai 1974 erfolgte die Aufnahme als Baudenkmal in das National Register of Historic Places. Zwei Jahre später, am 11. Mai 1976, kam es zur Deklarierung als National Historic Landmark. Atlanta Landmarks, eine Non-Profit-Organisation, verwaltet das Theater seit 1975, die Zahl der Besucher beträgt etwa 750.000 pro Jahr.
Am 14. April 2016 gab der US-amerikanische Sänger Prince im Fox Theatre sein letztes Livekonzert in seiner Karriere, bevor er am 21. April 2016 starb.